# Curino
Curino ist eine Gemeinde in der italienischen Provinz Biella (BI), Region Piemont. 

## Lage und Einwohner
Das Gemeindegebiet umfasst eine Fläche von 21 km² und hat 477 Einwohner (Stand 31. Dezember 2023). Die Nachbargemeinden sind Brusnengo, Casapinta, Crevacuore, Masserano, Mezzana Mortigliengo, Pray, Roasio (VI), Soprana, Sostegno, Trivero und Villa del Bosco.

## Kulinarische Spezialitäten
In der Umgebung von Curino wird Weinbau betrieben. Das Rebmaterial findet Eingang in die DOC-Weine Bramaterra (ein Rotwein) und  Coste della Sesia.

## Söhne- und Töchter der Stadt
- Jean Majola (1869–1951), französischer Unternehmer und Autorennfahrer